# Шачко Оксана Василівна
Оксана Василівна Шачко (31 січня 1987 — 23 липня 2018) — українська художниця, правозахисниця, співзасновниця та учасниця феміністичного руху «FEMEN».

## Життєпис
Народилася в Хмельницькому 31 січня 1987 року. У 15 років поїхала з рідного міста з прагненням присвятити життя іконопису. Деякий час жила при монастирі. Згодом розчарувалася в релігії і покинула монастир.
Навчалася у Київському національному університеті імені Тараса Шевченка.
У 2013 році, після декількох нападів на активісток FEMEN, попросила політичного притулку у Франції. Проживала в Парижі, пишучи картини.
23 липня 2018 року після двох невдалих спроб самогубства Оксана Шачко повісилася у власній квартирі у Парижі. Оксана залишила записку англійською мовою, у якій зверталася до паризької богеми: «Ви всі фейк».

## Активістська діяльність
У квітні 2008 року разом з Ганною Гуцол і Олександрою Шевченко заснувала неофіційну організацію «FEMEN». Активістки спершу протестували з приводу проблем, які зачіпають студенток, але швидко перейшли до акцій проти сексуальної експлуатації українських жінок і секс-туризму. Спочатку привертали увагу, беручи участь в акціях лише в спідній білизні. У серпні 2009 року саме Шачко першою оголила груди в знак протесту у Києві. З того часу активістки FEMEN регулярно протестували топлес.
Крім України, Оксана Шачко брала участь в акціях у Білорусі та Росії. Зокрема, Шачко була затримана в Москві 4 березня 2012 року під час виборів президента Російської Федерації, після того, як прем'єр-міністр РФ Володимир Путін проголосував на виборчій дільниці, разом з двома іншими жінками увірвалися на дільницю, оголилися до пояса і вигукували гасла. Активісток затримала поліція та депортувала в Україну. У червні 2012 року Шачко вже брала участь у «голому» протесті проти Євро-2012 у фан-зоні на Хрещатику, збиваючи ногами зі столу пиво вболівальників збірної Швеції.

### Фільмографія

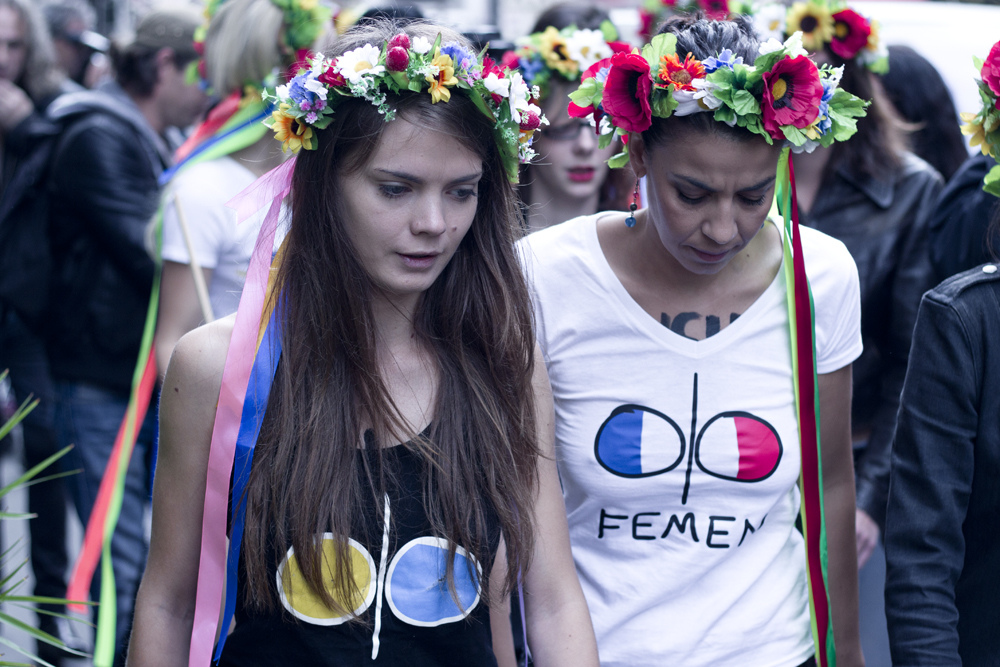
Оксана Шачко (ліворуч) з Сафією Лебді

- 2014: «Україна не бордель» (англ. Ukraine Is Not a Brothel) — документальний фільм австралійського режисера Кітті Грін;
- 2014: «Я — Фемен» (фр. Je suis Femen) — французький документальний фільм Алена Марго;
- 2014: «Гола війна» (англ. Naked War) — франко-німецький документальний фільм.
- 2022: «Аполонія, Аполонія» (англ. Apolonia, Apolonia) — документальний фільм, висвітлюючий життя подруги Оксани Шачко - художниці Аполонії Сокол. Частково показане життя самої Оксани у Франції.

## Мистецтво
Після 2013 року Шачко активно зайнялась живописом. Організувала декілька персональних виставок у Франції. Роботи Шачко написані у стилі іконокласт — це ікони, написані традиційним способом, у яких художниця ввела трансгресивні деталі з феміністським, політичним або гуманістичним підґрунттям, щоб протистояти релігійній догматиці. Серед її скандальних картин є, зокрема, Богородиця у паранджі, Янгол з автоматом тощо.Як пояснювала сама Оксана, своєю творчістю вона висловлювала протест проти релігії.
Співпрацювала з французькою письменницею Галею Акерман, яка написала книгу «FEMEN» (2013).
У 2014 році режисер Ален Марго зняв документальний фільм «Я — Фемен» (фр. Je suis Femen) про Шачко.